# Festtintendrucker

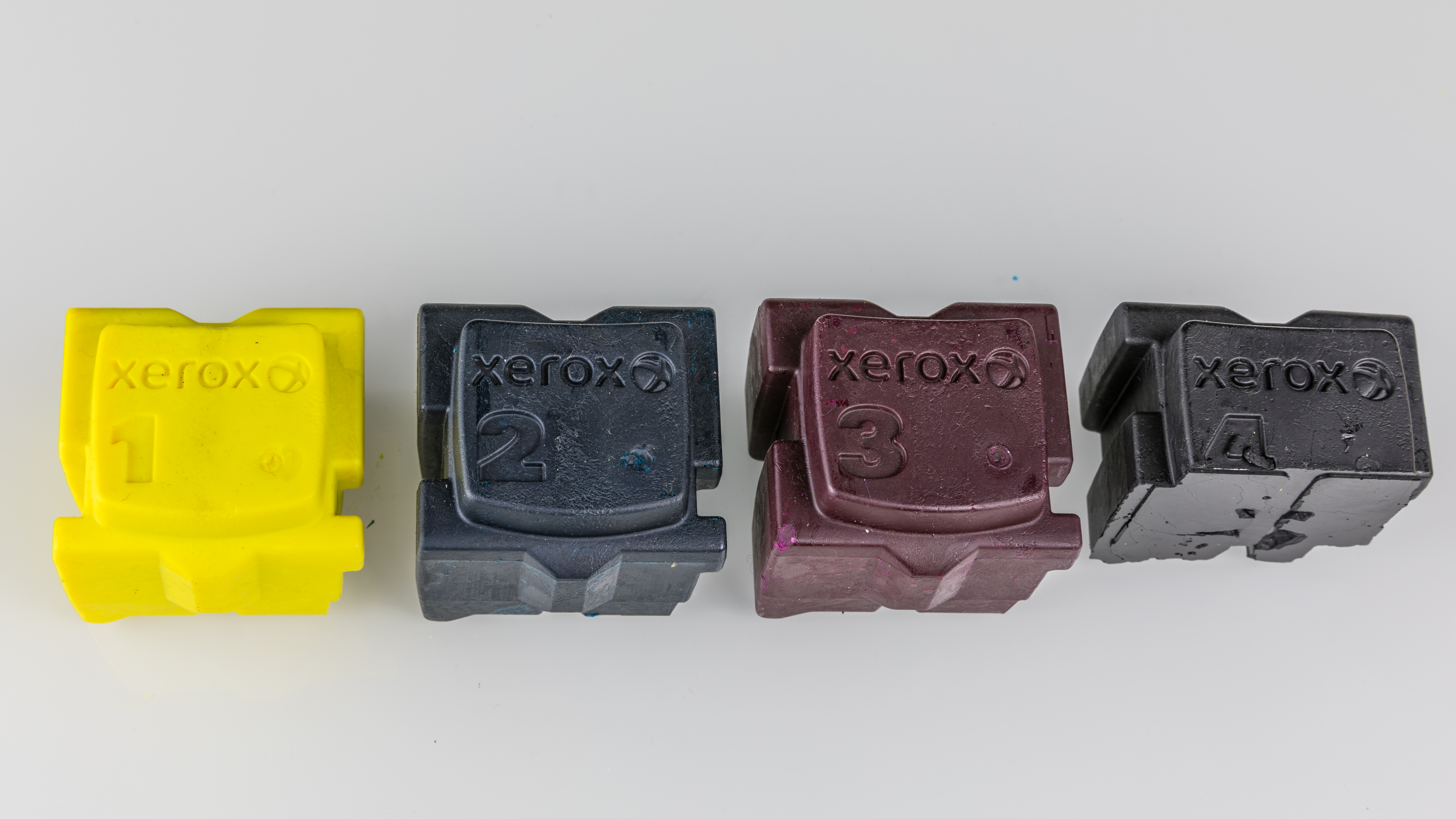
Colorstix eines Xerox ColorQube 8570

Beim Festtintendrucker, auch Solid-Ink-Drucker oder Wachsdrucker, werden durch das sogenannte Solid-Ink-Verfahren durch Wärme verflüssigte Wachstropfen auf das Papier oder andere Medien aufgebracht (siehe auch Colorsticks). Das Solid-Ink-Druckverfahren wurde von der Firma Tektronix entwickelt, nach Aufkauf dieser Technologie (samt der Wortmarke Phaser) 1999 durch Xerox ist nunmehr Xerox der Patentinhaber und der einzige Hersteller, der diese Technik anbietet. Das Verfahren kommt dort bei einigen Modellen der Serie Phaser, WorkCentre und ColorQube zum Einsatz. Die hierbei verwendeten „Wachs-Patronen“ zum Druck von farbigen Seiten haben den Namen „Colorstix“.

## Vorteile eines Festtintendruckers

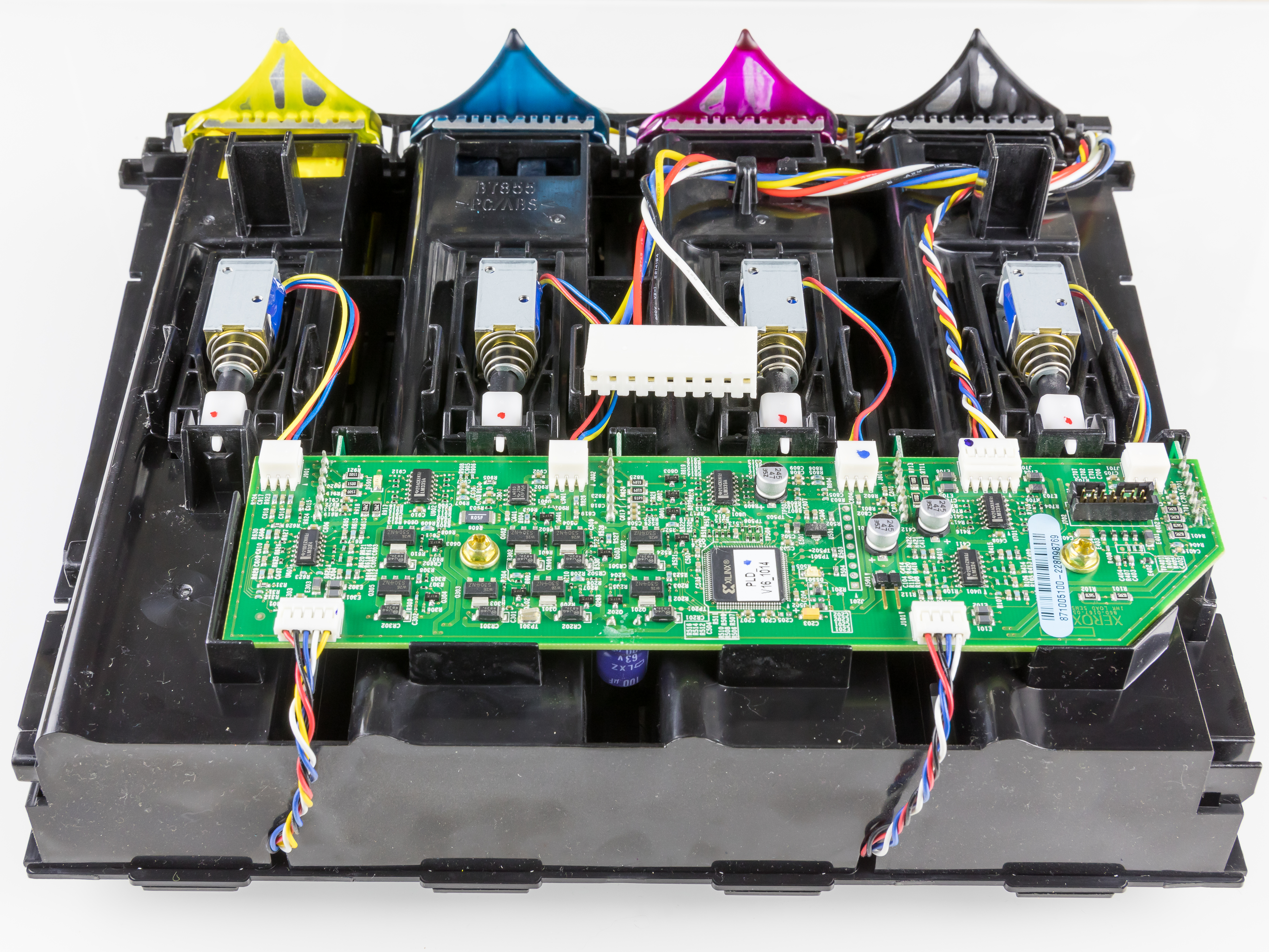
Xerox ColorQube 8570, Druckeinheit

- Die Drucker zeichnen sich i. d. R. durch kräftige, farbtreue und lichtechte Farben, (bei hohen Druckauflagen) niedrige Druckkosten und Wartungsfreundlichkeit aus.
- Die Druckqualität ist nahezu unabhängig vom Druckmedium. Auf Overhead-Folien werden besonders brillante Ergebnisse erzielt.
- Die Colorsticks sind im Gegensatz zu Toner ungiftig und können mit bloßen Händen eingelegt werden, beim Einfüllen gibt es keine Staubbelastung.
- Auf die Lebensdauer eines vergleichbaren Laserdruckers bezogen fallen ca. 80 Prozent weniger Müll an, da
  - die Wachsklötzchen in Blisterverpackungen geliefert werden,
  - bei der Farbnachfüllung keine Tonerkartuschen gewechselt werden müssen,
  - der Rest des ungiftigen Wachses (Schmelzfluss) mit dem Hausmüll entsorgt werden kann.
- Bei Bedarf können sogar im laufenden Betrieb, also auch während des Druckvorgangs, einzelne Farben nachgefüllt werden.
- Der Tintenverbrauch oder Tintenbedarf kann sehr leicht anhand der Füllstände der Einschubfächer bestimmt werden.
- Moderne Geräte dieser Art erreichen teils hohe Druckgeschwindigkeiten, welche die von Laserdruckern derselben Preisklasse deutlich übertreffen.
- Die Druckkosten pro Seite sind vergleichsweise gering und unterscheiden sich zwischen Farb- und reinem Schwarzweißdruck kaum.
- Im Gegensatz zu Farblaserdruckern müssen neben den Colorstixs und dem Wartungssatz keine weiteren Teile ausgetauscht werden, was den Preis pro Seite senkt.

## Nachteile des Druckprinzips
- Bei jedem Ein- bzw. Ausschalten werden die Spritzdüsen geleert, was den Tintenverbrauch sehr stark erhöht.
- Nach dem Einschalten sind zehn bis zwanzig Minuten Aufwärmzeit bis zum ersten Ausdruck keine Seltenheit. Um das zu umgehen, werden die Geräte eher eingeschaltet gelassen, wodurch die Wachsschmelze in der Druckeinheit durch fortwährende Heizung immer flüssig bleibt, aber der Stromverbrauch im Bereitschaftsbetrieb sehr hoch ist.
- Die Ausdrucke sind leicht mit einem durch die Wartungseinheit auf die Trommel übertragenen Trennmittel benetzt, ebenso weist die wachsartige Festtinte abweisende Wirkung auf. Die Farbe von Filzstiften perlt daher ab und Kugelschreiber rutschen über die Ausdrucke, ohne dass sie abrollen. Daher ist es kaum möglich, Ausdrucke mit handschriftlichen Notizen zu ergänzen.
- Die aufgebrachte Farbschicht ist nicht kratz-/abriebfest.
- Die Ausdrucke sind nicht hitzefest.
- Unter Einwirkung von Sonnenlicht bleichen die Farben schneller aus als bei Laserdruckern.
- Nicht mehr benötigte Ausdrucke lassen sich nicht als Konzeptpapier in herkömmlichen Laserdruckern oder im Festtintendrucker benutzen, da die Festtinte in den Fixierstationen schmilzt und erhebliche Verschmutzung hervorruft. Aus demselben Grund ist es nicht praktikabel, Ausdrucke thermisch zu laminieren.
- Durch die wachsartige Farbe ist das Scannen/Kopieren von mehrseitigen Dokumenten mittels eines automatischen Dokumenteinzugs (ADF) nicht empfehlenswert.
- Das Druckprinzip ist besonders empfindlich gegenüber Verstopfungen der Düsen.
- Die Einschubfächer für Festtintenwürfel sind relativ klein, das Nachfüllen ist zwar sehr einfach, bei Massendrucken ist aber Beaufsichtigung zur Kontrolle der Tintenreserve notwendig.
- Beim Betrieb kann mitunter Wachsgeruch festgestellt werden.

## Einsatz
Die Drucker eignen sich vor allem für den gewerblichen Bereich im Dauereinsatz, wo auf Farbtreue, Brillanz und geringe Druckkosten Wert gelegt wird. Ansonsten werden sie vorwiegend für Proof-Ausdrucke in der Druckvorstufe und in der Werbebranche verwendet.